# 蛎瀬
蛎瀬（かきぜ）は、大分県中津市にある大字。明治17年大塚村・角木村と連合、明治22年大江村、大正14年中津町、昭和4年に中津市へ編入。郵便番号は871-0007。

## 概要
周防灘に面しており、町内下流部は二つの河川に挟まれた地形になっている。
中津城に続く豊後街道沿いに商家が立ち並び、商人の町として栄えた。

## 地理
河川・橋
- 蛎瀬川
  - 中殿橋
  - 下辻橋
  - 蛎瀬橋
  - 大塚橋
  - 蛎瀬大橋
- 自見川
  - 自見大橋
  - 米山橋

海・港湾
- 周防灘（瀬戸内海）

## 小・中学校の学区
市立小・中学校に通う場合、学区は以下の通りとなる。
| 番地 | 小学校             | 中学校             |
| ---- | ------------------ | ------------------ |
| 一部 | 中津市立北部小学校 | 中津市立城北中学校 |
| 一部 | 中津市立豊田小学校 | 中津市立豊陽中学校 |

## 交通
道路
- 大分県道23号中津高田線
- 蛎瀬豊後街道

## 地域
公園
- 米山公園

施設
- 中津市クリーンプラザ
- 中津市シルバー人材センター
- 米山雨水ポンプ場

祭り
- 蛎瀬神楽 - 毎年10月21日（蛎瀬八坂神社）